# Ammannsegg
Ammannsegg (toponimo tedesco) è una frazione del comune svizzero di Lohn-Ammannsegg, nel Canton Soletta (distretto di Wasseramt).

## Storia

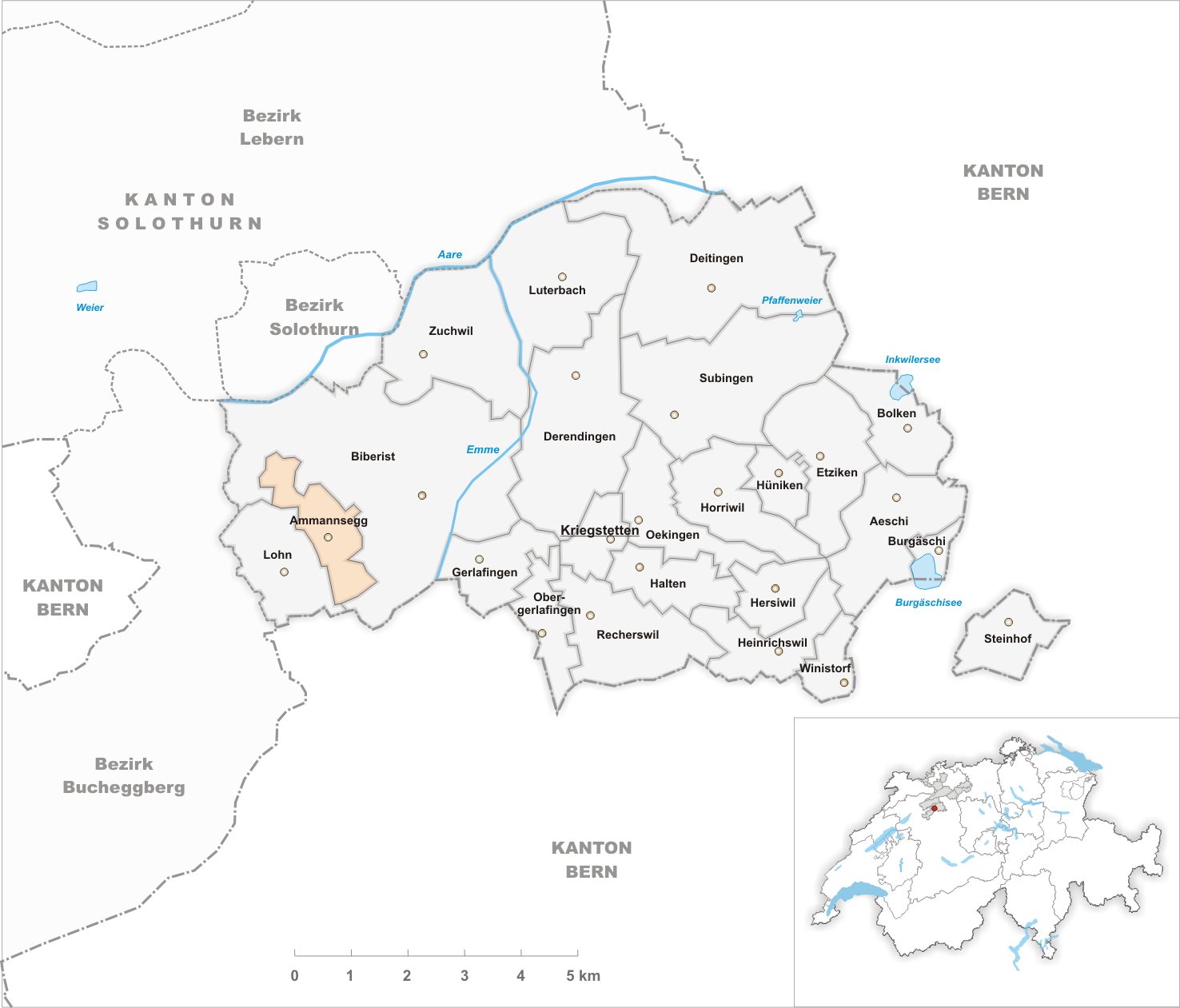
Il territorio del comune di Ammannsegg prima degli accorpamenti comunali del 1993

Fino al 31 dicembre 1992 è stato un comune autonomo; il 1º gennaio 1993 è stato accorpato all'altro comune soppresso di Lohn per formare il nuovo comune di Lohn-Ammannsegg.